# Majdum
Meidum (Mejdum, Medum, Madum) – miejscowość w Egipcie na południe od Sakkary i Dahszur.

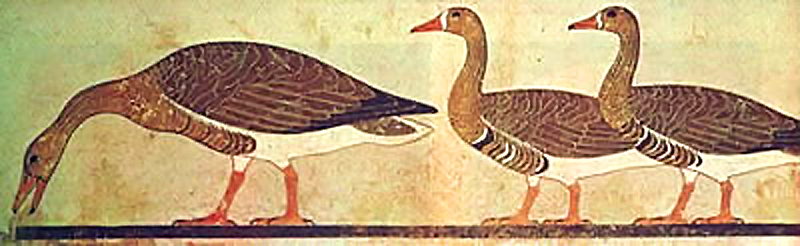
Gęsi z Meidum – fragment

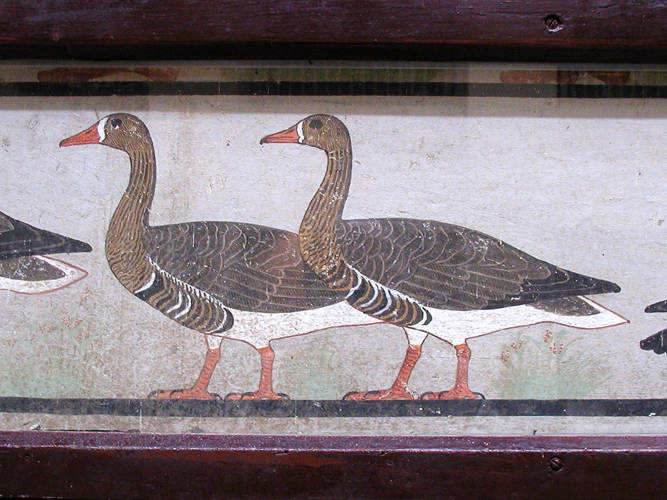
Gęsi z Meidum – fragment

Znajduje się tu południowa część nekropoli memfickiej z piramidą władcy starożytnego Egiptu Snofru, ojca Cheopsa z IV dynastii (XXVII/XXVI w. p.n.e.), o kształcie ściętej wieży.
W pobliżu piramidy Snofru stoją dwie grupy mastab członków jego rodziny i możnych z końca III i początku IV dynastii, w tym Rahotepa i Nofret, Nefermaat i Atet oraz wielka mastaba nr 17 (M17) o podstawie 52 × 140 m należąca do nieznanego właściciela, najprawdopodobniej jednego z synów Snofru nieznanego z imienia. Pierwsza grupa mastab leży u stóp piramidy, druga – 700 m na północ.
Stąd pochodzi słynne malowidło „Gęsi z Meidum”, odnalezione w mastabie Nefermaat przez Augusta Mariette’a w 1871 r. i eksponowane obecnie w Muzeum Egipskim w Kairze. Uznawane jest od początku za jedno z arcydzieł malarstwa starożytnego Egiptu.
Natomiast w mastabie Rahotepa, syna Snofru i kapłana Re w Heliopolis, zostały znalezione bardzo realistyczne, pełne życia posągi Rahotepa oraz jego żony Nofret, świadczące o wysokim kunszcie rzeźbiarzy egipskich tego okresu. Obecnie również one są eksponowane w Muzeum Egipskim w Kairze.